# Ion monoatomique
Un ion monoatomique est un ion formé à partir d'un atome (exemples : K+, Na+) ayant, par définition courante, gagné ou perdu un ou plusieurs électrons. Par opposition, un ion polyatomique s'est formé à partir d'un groupement d'au moins deux atomes (exemple: SO42−). Lors de la "transformation" de l'atome en ion, le noyau reste inchangé.
Les ions sont donc des espèces chimiques chargées.
La charge est précisée en haut à droite du symbole de l'atome d'origine. 
Un atome ayant perdu un ou plusieurs électrons forme un ion positif : c'est un cation.
Un atome ayant gagné un ou plusieurs électrons forme un ion négatif : c'est un anion.

## Cations monoatomiques
Les cations monoatomiques sont des ions métalliques sauf le H+. Dans un cation, le nombre d'électrons est inférieur au nombre de protons (qui portent la charge positive de l'atome ).
Un cation de type I contient un atome qui forme un seul type d'ion. Un cation de type II contient un atome qui forme au moins deux types d'ions, c'est-à-dire avec différents nombres de charges[réf. nécessaire]. Dans ce cas, les suffixes "eux" et "ique" sont utilisés. Le suffixe "ique" indique l'ion qui a la charge la plus élevée :
| Cations de type I | Cations de type I |
| ----------------- | ----------------- |
| Hydrogène         | H+                |
| Lithium           | Li+               |
| Sodium            | Na+               |
| Potassium         | K+                |
| Rubidium          | Rb+               |
| Césium            | Cs+               |
| Magnésium         | Mg2+              |
| Béryllium         | Be2+              |
| Calcium           | Ca2+              |
| Strontium         | Sr2+              |
| Baryum            | Ba2+              |
| Aluminium         | Al3+              |
| Argent            | Ag+               |
| Zinc              | Zn2+              |

| Cations de type II | Cations de type II | Cations de type II |
| ------------------ | ------------------ | ------------------ |
| Fer(II)            | Fe2+               | Ferreux            |
| Fer(III)           | Fe3+               | Ferrique           |
| Cuivre(I)          | Cu+                | Cuivreux           |
| Cuivre(II)         | Cu2+               | Cuivrique          |

## Anions monoatomiques
Les anions monoatomiques sont généralement obtenus par déprotonation d'hydracides.
Dans un anion, le nombre d'électrons est supérieur au nombre de protons.
| Anions    | Anions |
| --------- | ------ |
| Hydrure   | H−     |
| Fluorure  | F−     |
| Chlorure  | Cl−    |
| Bromure   | Br−    |
| Iodure    | I−     |
| Oxyde     | O2−    |
| Sulfure   | S2−    |
| Nitrure   | N3−    |
| Phosphure | P3−    |
| Séléniure | Se2−   |
| Carbure   | C4−    |